# Johann Konrad Varnbüler

Johann Konrad Varnbüler auf einem Kupferstich von Conrad Waumans um 1649, entsandt als Diplomat des Herzogtums von Eberhard III. nach Osnabrück

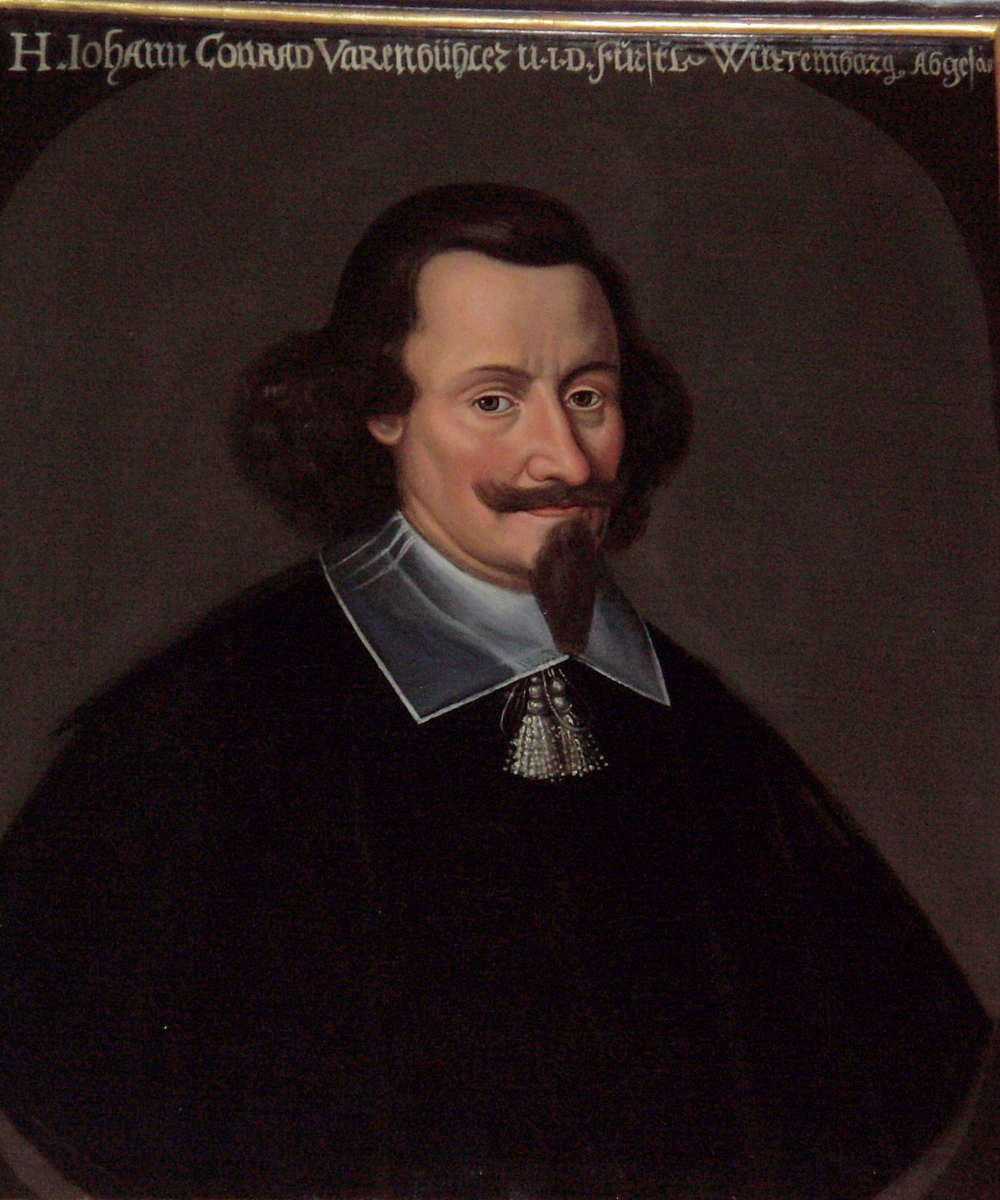
Johann Konrad Varnbüler auf einem Ölgemälde im Friedenssaal von Osnabrück

Johann Konrad Varnbüler (* 25. November 1595 in Stuttgart; † 10. April 1657 in Stuttgart) war ein württembergischer Politiker und Diplomat.
Varnbüler ist der Sohn des Staatsbeamten Hans Ulrich Varnbüler (1551–1630) und dessen Ehefrau Agnes von Königsbach. Er ist ein Enkel des Tübinger Rechtswissenschaftlers und Diplomaten Nikolaus Varnbüler.
Konrad Varnbüler immatrikulierte sich 1609 an der Eberhard Karls Universität Tübingen und studierte zunächst die „Sieben Freien Künste“, womit er den Magistergrad erlangte. Im Anschluss, von 1613 bis 1617, studierte er Rechtswissenschaft und wurde zunächst Advokat am Reichshofrat zu Wien, einem der beiden höchsten Gerichte im Heiligen Römischen Reich Deutscher Nation.
In den Zeiten des Dreißigjährigen Kriegs kehrte Varnbühler, im Jahr 1624, nach Stuttgart zurück und trat 1632 als Diplomat in die Dienste des württembergischen Herzogs Julius Friedrich. Dessen Nachfolger Eberhard III. entsandte ihn von 1633 bis 1634 als Mitglied in das Consilium formatum in Frankfurt am Main. Dort gewann er das Vertrauen des schwedischen Reichskanzlers Axel Oxenstierna. Als Gesandter bei den Verhandlungen zum Westfälischen Frieden 1648 in Münster und Osnabrück gelang es ihm mit Unterstützung der Schweden, Württemberg in den Vorkriegsgrenzen wiederherzustellen. Johann Konrad Varnbüler wurde daraufhin von Eberhard III. mit dem Rittergut Hemmingen belehnt und nannte sich „Freiherr von und zu Hemmingen“. Im Friedenssaal des Rathauses in Osnabrück befindet sich in der Galerie der 42 Gesandten auch ein Porträt Varnbülers („H. Iohann Conrad Varenbühler, Fürstl. Württemberg. Abgesandt.“). 1652 wurde er in den Verband der Reichsritterschaft aufgenommen.
Während seines Wienaufenthalts heiratete Varnbüler im Jahr 1624 Anna Buchner von Buchberg, die 1627 gemeinsam mit dem Neugeborenen im Kindbett verstarb. 1628 schloss er eine zweite Ehe mit Susanna Beck, einer Nürnberger Kaufmannstochter. Aus dieser Ehe gingen sechs Söhne und vier Töchter hervor. Die Nachfahren bildeten das württembergische Adelsgeschlecht Varnbüler.